# Tibor Jančula
Tibor Jančula (Bernolákovo, 16 juni 1969) is een voormalig profvoetballer uit Slowakije, die speelde als aanvaller gedurende zijn carrière. Hij speelde profvoetbal in onder meer Tsjecho-Slowakije, België, Duitsland en Hongarije.

## Interlandcarrière
Jančula kwam in totaal 29 keer (negen doelpunten) uit voor het Slowaaks voetbalelftal in de periode 1995-2001. Onder leiding van bondscoach Jozef Vengloš maakte hij zijn debuut voor Slowakije op 16 augustus 1995 in het EK-kwalificatieduel in Trabzon tegen Azerbeidzjan (0-1). Jančula viel in dat duel na 58 minuten in voor Štefan Rusnák van Slovan Bratislava, en nam één minuut na zijn aantreden meteen de winnende treffer voor zijn rekening.
| Interlanddoelpunten | Interlanddoelpunten | Interlanddoelpunten      | Interlanddoelpunten | Interlanddoelpunten | Interlanddoelpunten | Interlanddoelpunten | Interlanddoelpunten |
| Nr.                 | Datum               | Wedstrijd                | Goal(s)             | Score               | Uitslag             | Competitie          |                     |
| ------------------- | ------------------- | ------------------------ | ------------------- | ------------------- | ------------------- | ------------------- | ------------------- |
| 1                   | 16 augustus 1995    | Azerbeidzjan – Slowakije | 59'                 | 0 – 1               | 0 – 1               | EK-kwalificatie     |                     |
| 2                   | 6 september 1995    | Slowakije – Israël       | 54'                 | 1 – 0               | 1 – 0               | EK-kwalificatie     |                     |
| 3                   | 11 oktober 1995     | Slowakije – Polen        | 68'                 | 2 – 1               | 4 – 1               | EK-kwalificatie     |                     |
| 4                   | 23 oktober 1996     | Slowakije – Faeröer      | 44'                 | 2 – 0               | 3 – 0               | WK-kwalificatie     |                     |
| 5                   | 31 maart 1997       | Malta – Slowakije        | 38'                 | 0 – 1               | 0 – 2               | WK-kwalificatie     |                     |
| 6                   | 6 augustus 1997     | Slowakije – Zwitserland  | 28'                 | 1 – 0               | 1 – 0               | Oefeninterland      |                     |
| 7                   | 24 augustus 1997    | Slowakije – Faeröer      | 45'                 | 1 – 1               | 2 – 1               | WK-kwalificatie     |                     |
| 8                   | 29 mei 1998         | Kroatië – Slowakije      | 4'                  | 0 – 1               | 1 – 2               | Oefeninterland      |                     |
| 9                   | 11 november 1998    | Slowakije – Polen        | 57'                 | 1 – 1               | 1 – 3               | Oefeninterland      |                     |

## Erelijst
FK Viktoria Žižkov
- Pohár ČMFS

1994
 Austria Salzburg
- Bundesliga

1997
 Slovan Bratislava
- Corgoň Liga

1999
- Slovenský Pohár

1997, 1999